# Rouhání
Rouhání neboli blasfemie (z řec. βλασφημία bezbožné či rouhavé slovo) je hrubá urážka nebo jakékoliv znevážení Boha nebo jiné osoby požívající náboženské úcty, nehodné používání svatých jmen, špatné smýšlení, zlehčování; zpravidla je spácháno slovy, může však být spácháno i jinak (např. posunkem a chováním).

## Rouhání v právu
Rouhání je trestným činem podle církevního práva, dříve bývalo stíháno jako trestný čin i státním právem, v mnoha zemích tomu tak je dosud.
Do nástupu osvícenství patřilo rouhání k nejpřísněji trestaným zločinům.
V Česku (resp. Habsburské monarchii) ještě trestní zákoník Marie Terezie Constitutio Criminalis Theresiana (1768) stanovil tři formy zločinu rouhání, které byly trestány jednak upálením, jednak useknutím ruky, resp. vytržením jazyka a stětím, jednak konečně bitím.
V Československu bylo rouhání trestné do roku 1950, kdy rouhání se Bohu řečmi, činy, v dílech tiskových nebo rozšiřovaných spisech bylo stíháno jako zločin rušení náboženství, za nějž hrozil trest tuhého žaláře až do deseti let.
Rouhání je dosud trestné v Anglii, kde je v judikatuře Sněmovny lordů definováno jako „pohrdání, urážka, hrubost nebo zesměšňování vůči Bohu, Ježíši Kristu nebo Bibli (…)“, přičemž rozhodující pro rouhačský charakter projevu nebo díla není jejich obsah, ale způsob prezentace, tj. přesněji „tón, styl a duch“. Evropský soud pro lidská práva ve věci Wingrove proti Spojenému království (1996) neshledal nesoulad mezi anglickou úpravou trestného činu rouhání a právem na svobodu projevu.
V Rusku byl v roce 2013 novelizován článek 148 trestního zákona, který do té doby zakazoval jen nelegální narušování činnosti náboženských organizací nebo narušování výkonu náboženských obřadů. To zůstává v platnosti, ale s účinností od 29. 6. 2013 bylo do tohoto článku vloženo ještě nové ustanovení, dle kterého se zakazují „veřejné akce vyjadřující zjevné pohrdání společností a urážející náboženské cítění věřících“. Pokud by se to událo ve svatyni, hrozí účastníkům tři roky vězení a pokuta do výše 500 000 rublů. V ostatních případech je možno uložit trest pokuty do výše 300 000 rublů, až 240 hodin veřejně prospěšných prací nebo trest odnětí svobody až na jeden rok. Co lze považovat za „urážku náboženského cítění věřících“ ve smyslu zmíněného ustanovení, to záleží na posouzení orgánů činných v trestním řízení. V roce 2016 byl dle tohoto ustanovení obžalován občan, který v internetové diskusi napsal, že „bible je sbírka židovských pohádek“ a „Bůh neexistuje“, čímž dle obžaloby veřejně urazil náboženské cítění věřících.
Rouhání je stíháno jako trestný čin i v Turecku, kde v § 175 trestního zákona je stanoven trest pro toho, „kdo se rouhá Bohu, jednomu z náboženství, jednomu z proroků, jedné ze sekt či jedné ze svatých knih… nebo pomluví nebo urazí jiného kvůli jeho náboženské víře nebo plnění náboženských povinností“. V Nigérii podle zvykového i islámského práva je rouhání, resp.  úmyslná urážka náboženství, věřících či Boha jakéhokoli náboženství možno stíhat trestem odnětí svobody v délce dvou let.
Problematika rouhání je předmětem Doporučení Parlamentního shromáždění Rady Evropy č. 1805 (2007) ze dne 29. 6. 2007 o rouhání, náboženských útocích a nenávistných projevech proti osobám na základě jejich náboženství. Rozdíly lze sledovat v právních kulturách různých zemí (i evropských navzájem mezi sebou).

## Rouhání v judaismu
V procesu s Ježíšem posoudila židovská velerada Ježíšovo prohlášení, že je tím Synem člověka, o němž hovořil prorok Daniel, jako rouhání..

## Rouhání v křesťanství
Rouhání je přísně zakázáno v samém Desateru, které je závazné pro křesťanství i judaismus: Nezneužiješ jména Hospodina, svého Boha. Hospodin nenechá bez trestu toho, kdo by jeho jména zneužíval. (Ex 20,7) Z obavy před možným zneužitím se proto v judaismu jméno Boží vyslovovalo jen při výjimečných příležitostech a jinak bylo nahrazováno přiměřeným titulem, nejčastěji Adonaj - Pán. (Viz Boží jména v judaismu)
I Nový zákon pokládá rouhání, zvláště rouhání proti Duchu svatému, za mimořádně závažný hřích. Ježíš Kristus v evangeliích říká: Amen, pravím vám, že všecko bude lidem odpuštěno, hříchy i všechna možná rouhání. Kdo by se však rouhal proti Duchu svatému, nemá odpuštění na věky, ale je vinen věčným hříchem.“ (Marek 3,28-29 podle českého ekumenického překladu)
Rouhání je dle nauky sv. Tomáše Akvinského spolu s nevěrou (latinsky infidelitas; není míněna partnerská nevěra, ale nevíra, odmítnutí víry) vůbec nejtěžší hřích (Summa theologiae 2:2, q. 13, a. 3): Rouhání je proti vyznání víry, a proto má v sobě tíhu nevěry. A hřích je těžším, jestliže nadto přichází volní nenávist, a ještě více, jestliže propuká v slova, tak jako i chvála víry se zvětšuje milováním a vyznáváním. A proto, když nevěra je největším hříchem podle svého rodu, jak bylo shora pověděno, následuje, že i rouhání je největším hříchem, náležejíc k témuž rodu a jej činíc těžším. Obdobný názor zastává jeden ze základních textů protestantismu, Heidelberský katechismus (q. 100). Kanonické právo trestá rouhání nejpřísnějšími tresty.
Katechismus katolické církve, bod 2148, pokládá za rouhání především nedostatečnou úctu k Božímu jménu, ale také odvolávání se na Boha při zločinu: (Rouhání) spočívá v tom, že člověk pronáší vnitřně nebo navenek nenávistná, vyčítává, vyzývavá slova proti Bohu, že zle mluví o Bohu, že zneuctívá Boha, že zneužívá Boží jméno... Zákaz rouhání se vztahuje i na slova proti Kristově církvi, proti svatým a posvátným věcem. Rouhání je také dovolávat se Boha, aby se zamaskovaly zločinecké metody, zotročování národů, mučení nebo popravování. Zvláště se zakazuje také používání Božího jména jako součást magických praktik.
Za obzvlášť zavrženíhodnou formu rouhání je v křesťanství pokládána křivá přísaha, i když Boha výslovně nezmiňuje; přísahat v křesťanském pojetí vlastně znamená dovolávat se Boha za svědka (KKC 2150). Před křivou přísahou a přísahou vůbec varuje již Nový zákon: Především nepřísahejte, bratří moji, ani při nebi ani při zemi ani při ničem jiném. Vaše ‚ano‘ ať je vždy ‚ano‘ a ‚ne‘ ať je ‚ne‘, abyste nepropadli soudu. (Jak 5,12 ČEP).